# 성북구 (1973년 선거구)
성북구는 대한민국의 옛 국회의원 선거구였다. 당시 서울특별시 성북구 지역을 관할했다.

## 역사
제9대 국회의원 선거를 앞두고 성북구 갑, 을, 병 선거구가 통합되면서 신설되었다.
1973년 7월 1일자로 성북구의 일부 지역(미아동·번동·수유동·우이동·창동·월계동·쌍문동·상계동·중계동·도봉동·방학동·공릉동·하계동)이 도봉구로 분리되었다. 이로 인해 제10대 국회의원 선거를 앞두고 도봉구에 해당하는 지역들은 새롭게 도봉구 선거구를 이루게 되었다.
제13대 국회의원 선거를 앞두고 성북구 갑, 을 선거구로 나뉘게 되면서 폐지되었다.

## 역대 국회의원
| 선거   | 정당 | 정당       | 1위 의원 | 정당 | 정당       | 2위 의원 |
| ------ | ---- | ---------- | -------- | ---- | ---------- | -------- |
| 1973년 |      | 신민당     | 고흥문   |      | 민주공화당 | 정래혁   |
| 1978년 |      | 신민당     | 조세형   |      | 민주공화당 | 정래혁   |
| 1981년 |      | 민주정의당 | 김정례   |      | 무소속     | 조순형   |
| 1985년 |      | 신한민주당 | 이철     |      | 민주정의당 | 김정례   |

## 역대 선거 결과

### 대한민국 제9대 국회의원 선거
|  | 32.24% |

|  | 30.86% |

|  | 25.40% |

|  | 8.38% |

|  | 3.10% |

### 대한민국 제10대 국회의원 선거
|  | 56.90% |

|  | 29.87% |

|  | 5.23% |

|  | 3.51% |

|  | 2.94% |

|  | 1.52% |

### 대한민국 제11대 국회의원 선거
|  | 26.87% |

|  | 24.69% |

|  | 19.40% |

|  | 7.20% |

|  | 6.04% |

|  | 4.35% |

|  | 3.24% |

|  | 2.40% |

|  | 2.39% |

|  | 2.36% |

|  | 1.00% |

### 대한민국 제12대 국회의원 선거
|  | 40.55% |

|  | 27.15% |

|  | 26.81% |

|  | 2.67% |

|  | 1.57% |

|  | 1.22% |